# سيرجيو أورجانيستا
سيرجيو أورجانيستا هو لاعب كرة قدم برتغالي في مركز الوسط، ولد في 26 أغسطس 1984 في فيلا دو كوندي في البرتغال. شارك مع منتخب البرتغال تحت 20 سنة لكرة القدم ومنتخب البرتغال تحت 21 سنة لكرة القدم. أما مع النوادي، فقد لعب مع أكاداميك صوفيا وأوفي كريت وسسكا صوفيا ونادي بورتو ونادي بورتيمونينسي ونادي بونتيفيدرا ونادي بيلينينسش ونادي تشافيس ونادي سانتا كلارا ونادي فارزيم.

## وصلات خارجية
- سيرجيو أورجانيستا على موقع قاعدة بيانات كرة القدم.إي يو (الإنجليزية)
- سيرجيو أورجانيستا على موقع Soccerway.com (الإنجليزية)